# Lyngby-Tårbæk
Lyngby-Tårbæk é um município da Dinamarca, localizado na região oriental, no condado de Copenhaga.
O município tem uma área de 39 km² e uma  população de 51 507 habitantes, segundo o censo de 2004.